# Distrito de Guararé
Guararé es un distrito panameño, ubicado al centro - este de la península de Azuero, en la provincia de Los Santos.

## Toponimia
El nombre de Guararé, es de indiscutible procedencia ngäbe y con él se nombra al pez "raya" o "mantarraya". Proviene, probablemente, de dos términos ngäbe: "gwa", que significa "pez", y "arare" que significa "raya". Este era el nombre del cacique que encontraron los españoles al mando de Gaspar de Espinoza, en 1516 en la región azuerense que comprende hoy el distrito de Guararé. Los españoles acostumbraban también a asignarle a la región o cacicazgo el mismo nombre del cacique que allí se enseñoreaba. Ocasionalmente los españoles, en vez de Guararé anotaron "Guararí'. El sufijo "ri", según el idioma ngäbe, indica la existencia de un río o arroyo. Por tal motivo, "Guarari" quiere decir "Río del Pez Raya".

## Historia
Se habla de que un grupo de españoles desalentados por el saqueo de la Ciudad de Panamá por Henry Morgan y sus piratas, embarcaron en naves y desembarcaron en la parte baja de Azuero.
Allí disputaron la tierra con los indios y trajeron sus costumbres.
Relata Gaspar de Espinosa en sus crónicas, que después de construido el puerto, se construyeron barcazas en las que Diego de Hurtado visitó las costas de Montijo y Chiriquí.

## División político-administrativa
Está conformado por diez corregimientos:
| Corregimiento  | Población | Superficie (km²) | Densidad (hab/km²) | Ubicación                                                                                             |
| -------------- | --------- | ---------------- | ------------------ | --- |
| Guararé        | 4.524     | 16.4             |                    | Guararé El Espinal El Macano Guararé Arriba La Enea La Pasera Las Trancas Llano Abajo El Hato Perales |
| El Espinal     |           |                  |                    | Guararé El Espinal El Macano Guararé Arriba La Enea La Pasera Las Trancas Llano Abajo El Hato Perales |
| El Macano      |           |                  |                    | Guararé El Espinal El Macano Guararé Arriba La Enea La Pasera Las Trancas Llano Abajo El Hato Perales |
| Guararé Arriba |           |                  |                    | Guararé El Espinal El Macano Guararé Arriba La Enea La Pasera Las Trancas Llano Abajo El Hato Perales |
| La Enea        |           |                  |                    | Guararé El Espinal El Macano Guararé Arriba La Enea La Pasera Las Trancas Llano Abajo El Hato Perales |
| La Pasera      |           |                  |                    | Guararé El Espinal El Macano Guararé Arriba La Enea La Pasera Las Trancas Llano Abajo El Hato Perales |
| Las Trancas    |           |                  |                    | Guararé El Espinal El Macano Guararé Arriba La Enea La Pasera Las Trancas Llano Abajo El Hato Perales |
| Llano Abajo    |           |                  |                    | Guararé El Espinal El Macano Guararé Arriba La Enea La Pasera Las Trancas Llano Abajo El Hato Perales |
| El Hato        |           |                  |                    | Guararé El Espinal El Macano Guararé Arriba La Enea La Pasera Las Trancas Llano Abajo El Hato Perales |
| Perales        |           |                  |                    | Guararé El Espinal El Macano Guararé Arriba La Enea La Pasera Las Trancas Llano Abajo El Hato Perales |

## Geografía
Limita al norte con el corregimiento de Los Santos, al sur con el corregimiento de Las Tablas, al este con el Océano Pacífico, al oeste con el corregimiento de Macaracas.

## Cultura
El municipio de Guararé es mencionado en la canción Decimoquinto (XV) festival en Guararé compuesto por el músico y acordeonista panameño Dorindo Cárdenas, conocido como "El Macano Negro", e interpretado por primera vez en este famoso Festival del Folclor Panameño, por el mismo Dorindo Cárdenas, dedicándoselo a este famoso Festival folclórico de Panamá. Llama la atención que en Colombia algunos infundadamente dan la autoría de este tema a los Corraleros de Majagual, por haberlo hecho muy popular en el país suramericano, pero se debe que mencionar que el mismo Alfredo Gutiérrez, quien fue el que popularizó este tema musical en Colombia, junto a los Corraleros del Majagual, mencionó en una entrevista a la televisora RCN de Colombia que la autoría de este tema musical es del músico panameño Dorindo Cárdenas.
También se resalta el Festival Folclórico Panameño de "La Mejorana" (instrumento musical de cuerdas), el mismo se realiza todos los años, donde cientos de delegaciones de todas las regiones de Panamá asisten para participar en este magno evento folclórico 100% panameño.